# Scopula seras
Scopula seras är en fjärilsart som beskrevs av Louis Beethoven Prout 1938. Scopula seras ingår i släktet Scopula och familjen mätare. Inga underarter finns listade.